# Nichtstöchiometrische Verbindungen
Während unter stöchiometrischen Verbindungen „klassische“ Moleküle verstanden werden, können unstöchiometrische Verbindungen nicht als Moleküle im eigentlichen Sinne betrachtet werden.
Solche Verbindungen sind oft kristalline Phasen wechselnder Zusammensetzung wie isomorphe Verbindungen (Isomorphie), Einlagerungsmischkristalle mit Zwischengitteratomen, Substitutionsmischkristalle (Austausch von Atomen im Kristallgitter), Halbleiter.
In der chemischen Schreibweise wird das Fehlen von Stöchiometrie durch Variablen ausgedrückt: beispielsweise CuxNi1−x
Nichtstöchiometrie ist vor allem bei Substanzen mit Metall- oder Nebenvalenzbindung (chemische Bindung) weit verbreitet und besonders bei Chalkogeniden, bei Metallhydriden, -boriden, -carbiden, -siliciden und -phosphiden, Einschlussverbindungen, feste Lösungen von Gasen in Metallen, beim Auftreten von Kristallbaufehlern, Mischkristallen und Legierungen sowie bei Verbindungen, die zusätzlich variable Mengen eines weiteren Metalls aufnehmen (wie bei Wolframbronzen MxWO3, mit M = Alkalimetall, Cu, Ag, Ti oder Pb) häufig anzutreffen.